# Acorduloceridea bleaka
Acorduloceridea bleaka – gatunek błonkówki z rodziny Pergidae.

## Taksonomia
Gatunek ten został opisany w 1990 roku przez Davida Smitha. Holotyp (samica) został odłowiony 20 km na zach. od miasta Cali w Kolumbii, na wysokości 2000 m n.p.m.

## Zasięg występowania
Ameryka Południowa, znany jedynie z Kolumbii.